# ゴリラ (カーナビゲーション)

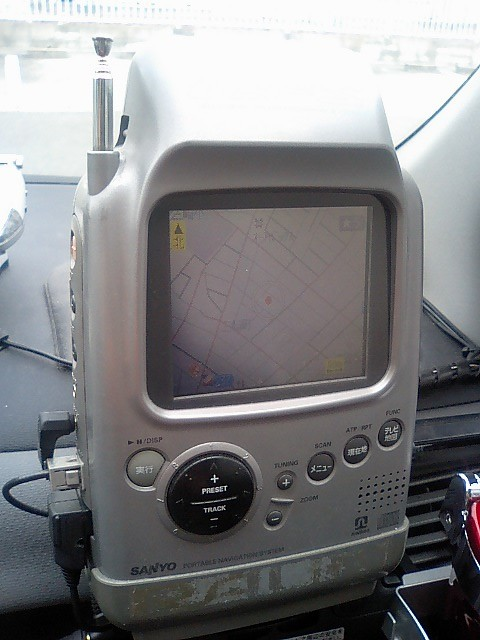
初代「ゴリラ」NV-P1

ゴリラ(Gorilla) は、パナソニック オートモーティブシステムズ製のポータブルカーナビゲーションシステムのシリーズペットネーム。三洋電機の登録商標にもなっている。
持ち運びが可能なポータブルナビ（PND）として日本国内市場におけるPNDシェアは2008年時点で約50%とトップである。
現在では量販店向けの通常ラインナップに加え、ジャパネットたかた向け専用モデルやオートバックス向け専用モデルも存在している。
なお、発売当初は三洋電機が発売、同社子会社三洋テクノソリューションズ鳥取（←三洋電機コンシューマーエレクトロニクス←鳥取三洋電機）が開発・製造を行っていたが、三洋電機がパナソニックの完全子会社となったため、2011年6月発売モデルからパナソニック オートモーティブシステム社に移管し、パナソニックブランドとして発売する。これに伴い、品番も"NV-"から"CN-"へ変更、同社でこれまで扱っていた「Strada」のポータブルモデル「Strada Pocket」は「Gorilla」に統合され、廃止となった。なお、商標に関しては引き続き三洋電機が保有しており、カタログ等には『「ゴリラ」は三洋電機株式会社の商標または登録商標です』と記述している。

## 歴史
1995年に初代モデルである「NV-P1」が発売された。価格は148,000円。3.3V型液晶モニター、GPSレシーバー、CD-ROMドライブ（フォーマットは『ナビ研』準拠）、地上アナログ波テレビチューナーを全て一体化したこのモデルには、その形状が動物のゴリラの頭部に似ていたことから「ゴリラ」の愛称が付けられ、以降このネーミングが現在まで続いている。なお、1DINのCD/MDチューナーの一部機種にもゴリラという愛称が付いていた時期もあった。
1997年の「NV-50」からは自動車のダッシュボード上に置いて使用することを前提にした「チルトアップモデル」にスタイルを変更し、2000年の「NV-DVD1」ではドライブをDVD-ROMとしたものも登場。2003年にはHDDを記憶メディア（DVDドライブも搭載）とした「NV-HDD500」、2006年にはSSDを搭載した「NV-SD10T」が登場するなど、時代にあわせた進化を遂げている。
一時、大画面（8インチ）モデルには「デカゴリラ」、SSD搭載の小画面モデルには「ミニゴリラ」の名称が使用されていたが、現在は全て「ゴリラ」で統一されている（デカゴリラは後に復活）。
そして、三洋電機がパナソニックの完全子会社となったことを受け、2011年6月から「Gorilla」はパナソニックのポータブルナビゲーションのペットネームとなり、既にパナソニックで展開している「Strada」との棲み分けを行うため、これまで展開していたポータブルモデルの「Strada Pocket」を在庫僅少品に移行後廃止し、同時期から発売する新モデル13機種からパナソニックとしての「Gorilla」の展開を開始した。併せて、三洋電機製「ゴリラ」のうち、2008年以降に発売したモデルについては、事前登録によりパナソニックが「Strada」ユーザーを対象にしたサービス「ナビCafe」を利用できるようになった。

## AVゴリラ
三洋電機ではPNDタイプに加え、インダッシュ取り付け型のオーディオ一体型ナビゲーションも発売している。名称は以前は「MM NAVI」（MM=Movie&Music）と称していたが、現在は「ゴリラシリーズ」のひとつとして「AVゴリラ」の名称で発売されている。
ゴリラの名前を冠さない物を各自動車メーカーのメーカーオプション、販社のディーラーオプションとしてOEM供給している（日産、ホンダ、マツダ、スズキ、スバルなど）。

## 機種一覧
本稿ではパナソニックブランドで発売されている機種を述べる。GP/GL品番及びMC02Dはカー用品店向け、SP/SL品番及びMC02Lは家電量販店向けの機種である。なお、一部機種は取扱店が異なるだけで機能は同一の機種が存在する。

### デカゴリラ7
大画面7V型搭載モデル。2011年モデルは仕様によりスタンダードモデル・フルセグモデルに振り分けられていたが、2012年モデルでは三洋時代の愛称だった「デカゴリラ」を「デカゴリラ7」として復活させた。
- 2012年モデル
  - CN-GL711D
  - CN-SL711L
    - タッチパネル式7V型モニター、8GB SSD、ワンセグチューナー

  - CN-GP715VD
  - CN-SP715VL
    - タッチパネル式7V型VGAモニター（フルフラットクリアパネル）、8GB SSD、ワンセグチューナー、FM-VICS内蔵
    - 2機種では付属品のVICS用アンテナの仕様が異なり、GP715VDはフィルムタイプ、SP715VLはケーブルタイプとなる。

  - CN-GP720VD
  - CN-SP720VL
    - タッチパネル式7V型VGAモニター（フルフラットクリアパネル）、16GB SSD、ワンセグチューナー、FM-VICS内蔵
    - GP710VD/SP710VLの後継モデル。フルフラットクリアパネルの採用により更なる薄型化（厚さ22mm→19.8mm）を実現するとともに、800MHzの高速CPUや高速データ転送を可能とするDDR3等を採用した高速処理回路「ゴリラエンジン」の搭載によりストレスを感じることなく快適な処理を可能とした。
    - 2機種では付属品のVICS用アンテナの仕様が異なり、GP720VDはフィルムタイプ、SP720VLはケーブルタイプとなる。
- 2013年モデル
  - CN-GP730D
  - CN-SP730L
    - タッチパネル式7V型VGAモニター、16GB SSD、ワンセグチューナー
    - 後述のGP735VD/SP735VLからFM-VICS機能を省いたモデル。

  - CN-GP735VD
  - CN-SP735VL
    - タッチパネル式7V型VGAモニター、16GB SSD、ワンセグチューナー、FM-VICS内蔵
    - GP720VD/SP720VLの後継モデル。既存のGPS・Gジャイロに加え、みちびき（国産の準天頂衛星システム）に対応したことでGPSでは受信が難しいビル群や山間部での測位確率を向上。さらに、スマートフォン専用アプリ「おでかけナビサポート ここいこ♪」との連携（Android版のみ）に対応し、「るるぶDATA」・「ぐるなび」・「Yahoo! JAPAN」の検索情報をBluetooth経由でダイレクト転送し、目的地や経由地として利用できるようになった。
    - 2機種では付属品の内容が一部異なる。GP735VDはVICS用アンテナがフィルムタイプで、シガーライターコードは12V車・24V車対応品となる。SP735VLはVICS用アンテナがケーブルタイプで、付属品にはACアダプターが追加で同梱される。

  - CN-GP737VD
    - タッチパネル式7V型VGAモニター、16GB SSD、ワンセグチューナー、FM-VICS内蔵、ドライブカメラ搭載
    - 本体背面にドライブカメラを搭載したモデル「ゴリラEYE」。動画の記録は付属のmicroSDHCメモリーカード（8GB）を用いるので、カードを持ち出してパソコン上で動画データを動画投稿サイトやSNSへアップロードすることも可能である。
- 2014年モデル
  - CN-GP740D
    - タッチパネル式7V型VGAモニター、16GB SSD、ワンセグチューナー
    - GP730Dの後継モデル。衛星受信は従来のGPSとみちびきに加え、ロシアの測位衛星であるグロナスを加えた国内向けポータブルカーナビゲーション初のトリプル衛星受信に強化したことで測位率を向上。さらに、測位衛星の受信が難しいトンネル内や高架下には既搭載のGジャイロがカバーする上、国内向けポータブルカーナビゲーションとして初めて、オプションのOBD2アダプターに対応。車両から取得される速度情報を用いてナビゲーションの現在地測位に活用することができるようになり、Gジャイロ単独では測位が難しかった長いトンネル内でもより確実な自車位置測位が可能となった。

  - CN-GP745VD
    - タッチパネル式7V型VGAモニター、16GB SSD、ワンセグチューナー、FM-VICS内蔵
    - GP735VDの後継モデル。GP740Dの機能に加えてFM-VICSを内蔵。さらに、「道路マップ無料更新」に対応し、インターネットから更新用データベースをダウンロードしてSDメモリーカード（4GB以上のSDHCメモリーカード）経由でナビゲーション内のデータ（道路・音声案内・案内画像）を更新できるので、新しい道が開通してもこれまでよりも早い段階で反映できるようにした。更新料は2017年11月30日までは何回更新しても無料である。

  - CN-GP747VD
    - タッチパネル式7V型VGAモニター、16GB SSD、ワンセグチューナー、FM-VICS内蔵、ドライブカメラ搭載
    - GP737VDの後継モデル。GP745VDの機能に加え、ドライブカメラを搭載したモデル「ゴリラEYE」。本機種もグロナス対応のトリプル衛星受信、OBD2アダプター、道路マップ無料更新に対応している。
- 2015年モデル
  - CN-GL705D（台数限定品）
    - タッチパネル式7V型VGAモニター、16GB SSD、ワンセグチューナー
    - 「ゴリラ」の発売20周年を記念した限定モデル。GPS・みちびき・グロナスのトリプル衛星受信やOBD2アダプターに対応し、GジャイロやクイックGPSを搭載するなど、後述のGP750Dと同等の機能を備えるが、付属のシガーコードがGP750Dの12V車/24V車兼用から12V車専用に変更されている違いがある。2万台の数量限定のため、在庫分が無くなり次第販売終了となる。

  - CN-GP750D
    - タッチパネル式7V型VGAモニター、16GB SSD、ワンセグチューナー
    - GP740Dの後継モデル。今回は地図データを最新版に更新した程度のマイナーチェンジだが、2015年3月7日に開通した大井JCT～大橋JCT間を含む首都高速中央環状線全線や2015年3月に開通した全国の主要高速道路にいち早く対応している。主要機能はGP740Dと同等である。

  - CN-GP755VD
    - タッチパネル式7V型VGAモニター、16GB SSD、ワンセグチューナー、FM-VICS内蔵
    - GP745VDの後継モデル。本機種も地図データを最新版に更新した程度のマイナーチェンジで、主要機能はGP745VDと同等である。

  - CN-GP757VD
    - タッチパネル式7V型VGAモニター、16GB SSD、ワンセグチューナー、FM-VICS内蔵、ドライブカメラ搭載
    - GP747VDの後継モデル。GP755VDの機能に加え、ドライブカメラを搭載したモデル「ゴリラEYE」。本機種も地図データを最新版に更新した程度のマイナーチェンジで、主要機能はGP747VDと同等である。
- 2016年モデル
  - CN-GP706D（台数限定モデル）
    - タッチパネル式7V型VGAモニター、16GB SSD、ワンセグチューナー
    - GP705Dの後継モデル。GP705Dで対応していたOBD2アダプターと「ここいこ♪」は非対応化となった。

  - CN-G700D
    - タッチパネル式7V型VGAモニター、16GB SSD、ワンセグチューナー
    - GP750Dの後継モデル。AV一体型ナビゲーション「Strada」CN-F1Dに採用されている「DYNABIGディスプレイ」との統一感を持たせるためデザインが一新され、背面の左右をカットしてボディをスリム化し、両端を絞って角を取り、周辺にシルバーフレームを採用した。なお、GP750Dで対応してたOBD2アダプターと「ここいこ♪」は非対応化となった。

  - CN-G1000VD
    - タッチパネル式7V型VGAモニター、16GB SSD、ワンセグチューナー、VICS WIDE/FM-VICS内蔵
    - GP755VDの後継モデル。G700D同様に外観デザインを一新したほか、市販向けポータブル型カーナビゲーションで初めてとなる新交通情報サービス「VICS WIDE」に対応し、「Strada」に搭載されている「スイテルート案内」機能も搭載した。
- 2017年モデル
  - CN-G710D
    - タッチパネル式7V型VGAモニター、16GB SSD、ワンセグチューナー
    - G700Dの後継モデル。現在地測位用の集積演算回路（CPU）を搭載し、「Gジャイロ」からの情報を最適化処理したうえで衛星信号と合わせてメインCPUで処理を行う測位システム「Gロケーション」を搭載。これにより、GPS信号が届きにくい高架下、上下道の判別が難しい高速道路と一般道の上下並走道路、分岐や傾斜が把握しにくい高架の高速道路への一般道からの進入などをより正確に現在地を知らせ、高いナビゲーション精度を実現した。また、ルート探索には道幅が広い道路を使ったルートを優先的に探索・案内する「道幅優先」を追加し、画面レイアウトやボタン配色を見直した。

  - CN-G1100VD
    - タッチパネル式7V型VGAモニター、16GB SSD、ワンセグチューナー、VICS WIDE/FM-VICS内蔵
    - G1000VDの後継モデル。G710D同様に「Gロケーション」を搭載し、「道幅優先」の追加や、画面レイアウト・ボタン配色の見直しを行った。

### スタンダードモデル
- 2011年モデル
  - CN-GL300D
  - CN-SL305L
    - タッチパネル式5V型モニター、4GB SSD、ワンセグチューナー

  - CN-GL410D
    - タッチパネル式5V型モニター、8GB SSD、ワンセグチューナー

  - CN-SP505VL
    - タッチパネル式5V型モニター、8GB SSD、ワンセグチューナー、FM-VICS内蔵

  - CN-GP510VD
  - CN-SP510VL
    - タッチパネル式5V型VGAモニター、16GB SSD、ワンセグチューナー、FM-VICS内蔵
    - 2機種では付属品のVICS用アンテナの仕様が異なり、GP510VDはフィルムタイプ、SP510VLはケーブルタイプとなる。

  - CN-SP705L
    - タッチパネル式7V型モニター、8GB SSD、ワンセグチューナー

  - CN-GP710VD
  - CN-SP710VL
    - 2機種では付属品のVICS用アンテナの仕様が異なり、GP710VDはフィルムタイプ、SP710VLはケーブルタイプとなる。
    - タッチパネル式7V型VGAモニター、16GB SSD、ワンセグチューナー、FM-VICS内蔵
- 2012年モデル
  - CN-GL320D
  - CN-SL320L
    - タッチパネル式5V型モニター、4GB SSD、ワンセグチューナー
    - GL300D/SL305Lの後継モデル。バッテリー稼働時間を向上（約3時間20分→約4時間10分）。

  - CN-GL411D
    - タッチパネル式5V型モニター、8GB SSD、ワンセグチューナー
    - GL410Dの後継モデル。道路マップ無料更新がなくなる点以外はGL410Dと機能面では同等だが、収録数が変更となっている。

  - CN-SP507VL
    - タッチパネル式5V型VGAモニター、8GB SSD、ワンセグチューナー、FM-VICS内蔵
    - SP505VLの後継モデル。モニターが高精細ワイドVGA液晶となり、地図や文字がくっきりと表示されるようになった。
- 2013年モデル
  - CN-GP530D
  - CN-SP530L
    - タッチパネル式5V型VGAモニター、16GB SSD、ワンセグチューナー
    - 日本国内向けポータブルカーナビゲーションでは初となるGPS+Gジャイロ+みちびき（国産の準天頂衛星システム）対応のトリプル精度により、GPS単独では受信しづらいトンネルや高架下、ビル街や山間部での測位確率を向上。GPSに関しても時刻情報のみを受信し、過去に受信した情報と照らし合わせることで測位時間の短縮を図るクイックGPSも搭載している。
- 2014年モデル
  - CN-GP540D
    - タッチパネル式5V型VGAモニター、16GB SSD、ワンセグチューナー
    - 「デカゴリラ7」同様、スタンダードモデルもGPS、みちびきに加え、ロシアの測位衛星グロナスに対応したトリプル衛星受信対応により、測位精度を向上。また、衛星電波の受信が難しいトンネル内や高架下では既搭載のGジャイロがカバーし、自車位置をより正確に測位できるので現在地を見失わず、目的地まで安心して使用できる。また、GP530D同様、時刻情報のみを受信し、過去に受信したGPS情報と照らし合わせることでGPSの測位時間の短縮を図るクイックGPSも搭載している。
- 2015年モデル
  - CN-GP550D
    - タッチパネル式5V型VGAモニター、16GB SSD、ワンセグチューナー
    - 「デカゴリラ7」同様、スタンダードモデルも地図データを最新版に更新した程度のマイナーチェンジで、主要機能はGP540Dと同等である。
- 2016年モデル
  - CN-G500D
    - タッチパネル式5V型VGAモニター、16GB SSD、ワンセグチューナー
    - 「デカゴリラ7」同様に外観デザインが一新され、角を落として丸みを帯びたフォルムとなった。なお、主要機能はGP550Dと同様である。
- 2017年モデル
  - CN-G510D
    - タッチパネル式5V型VGAモニター、16GB SSD、ワンセグチューナー
    - 「デカゴリラ7」同様に「Gロケーション」を搭載し、「道幅優先」の追加や、画面レイアウト・ボタン配色の見直しを行った。

### サイクルゴリラ
IPX5等級相当の防滴性能を備えるとともに、取付クレードルも同梱した自転車対応モデル。車載型との一番の違いはバッテリーの持ち時間である。常に外部より電力を供給可能な車載型の場合、内部バッテリーのみではカタログ値でもせいぜい2時間が限度で、これでは自転車のツーリングには適さない。
本製品の場合バッテリーの容量を増やし、フル機能の場合でも3～4（カタログ値で6時間）程度の時間の使用に耐えるようにしてある。
このほか位置情報のみの表示にしたり、ディスプレイのバックライトをこまめに消す機能を加えることで、もうバッテリーの持ち時間を数倍に伸ばす方法も選択可能である。しかしながら本製品はナビ機能や、音声ガイダンスなど、本来外部より常に十分な電力を供給する想定でソフトのプログラムが組み込んであり、ハードの機能が設定されているためバッテリーのみでの長時間使用には必ずしも適さない。また地図も自動車用のものが元になっているため、自転車専用道路などを映し出せない場合もある。
バッテリー使用のみを前提とする登山用の製品の場合数十時間の使用に耐えるのが一般で、電池も市販のものを使える製品もある。
モードを切り替えることで車や徒歩で移動する際にも使用可能。
- 2011年モデル
  - CN-MC01L
    - タッチパネル式4.3V型モニター、8GB SSD
- 2012年モデル
  - CN-MC02D
  - CN-MC02L
    - タッチパネル式4.3V型モニター、8GB SSD
    - MC01Lの後継モデル。バッテリー稼働時間を向上（約4時間→約6時間）。

### フルセグ（12セグ+ワンセグ）モデル
- 2011年モデル
  - CN-GP600FVD
    - タッチパネル式6.2V型モニター、16GB SSD、地上デジタル+ワンセグチューナー、FM-VICS内蔵

  - CN-SP605FVL
    - タッチパネル式6.2V型モニター、8GB SSD、地上デジタル+ワンセグチューナー、FM-VICS内蔵

  - CN-GP700FVD
  - CN-SP707FVL
    - タッチパネル式7V型モニター、16GB SSD、地上デジタル+ワンセグチューナー、FM-VICS内蔵